# قائمة خربشات جوجل في 2011

## يناير
- 19 يناير: إحتفل محرك قوقل بذكرى ميلاد الرسام الفرنسي بول سيزان الذي يعد أبا للفن الحديث.[1]

## فبراير
- 27 فبراير: احتفى محرّك قوقل بالذِّكرى الـ 167 لاستقلال جمهوريّة الدّومينيكان.[2]

## مارس
- 17 مارس: احتفى محرّك قوقل بذكرى عيد ميلاد سيّد درويش.[3]

## أبريل
- 26 أبريل 2011: جوجل استبدلت شعارها بخربشة لرسومات طيور وأغصان أشجار بمناسبة الذكرى الـ 226 لمولد عالم الطيور جون جيمس أودوبون في معظم نطاقات جوجل حول العالم.[4]

## مايو
- 27 ماي: احتفى محرّك قوقل بذكرى عيد ميلاد ابن خلدون.[5]

## يونيو
- 21 يونيو 2011، جوجل استبدلت شعارها بخربشة تمثل المغني المصري عبد الحليم حافظ بمناسبة ذكرى ميلاده.[6]

## يوليو
- 26 يوليو 2011، جوجل استبدلت شعارها بخربشة تمثل الشاعر العراقي محمد مهدي الجواهري بمناسبة الذكرى ال112 لميلاده.[7]

## أغسطس
- 23 أغسطس 2011، جوجل استبدلت شعارها بخربشة تمثل الشاعرة العراقية نازك الملائكة بمناسبة الذكرى ال88 لميلادها.[8]

## سبتمبر
- 15 سبتمبر 2011، جوجل استبدلت شعارها بخربشة تمثل الممثل الكوميدي المصري إسماعيل ياسين وهو يمثل ثلاثة أدوار بمناسبة الذكرى ال99 لميلاده.[9]
- 16 سبتمبر 2011، جوجل استبدلت شعارها بخربشة تمثل الطبيب المجري ألبرت ناجيرابولت الحائز على جائزة نوبل في الطب لعام 1937 بمناسبة الذكرى ال118 ميلاده.[10]
- 23 سبتمبر 2011، جوجل استبدلت شعارها بخربشة تمثل بعض شخصيات برنامج الأطفال التلفزيوني شارع السمسم احتفالا بالذكرى ال75 لميلاد جيم هانسون.[11]

## أكتوبر
- 12 أكتوبر 2011، جوجل استبدلت شعارها بخربشة لآرثر كلوكي رائد الرسوم المتحركة بالصلصال احتفالا بالذكرى ال90 لميلاده.
- 21 أكتوبر 2011، جوجل استبدلت شعارها بخربشة ماري بلير رسامة الرسوم المتحركة.[12]
- 23 أكتوبر 2011، جوجل استبدلت شعارها بخربشة لقاعة انتخابات بمناسبة انتخابات المجلس الوطني التأسيسي في نطاق جوجل تونس.

## نوفمبر
- 7 نوفمبر 2011، جوجل استبدلت شعارها بخربشة لعالمة الفيزياء والكيمياء الفرنسية ماري كوري بمناسبة الذكرى ال144 لمولدها.[13]
- 18 نوفمبر 2011، جوجل استبدلت شعارها بخربشة لعالمة الكيمياء الفرنسية لويس داجير بمناسبة الذكرى ال لمولدها.
- 30 نوفمبر 2011، جوجل استبدلت شعارها بخربشة للكاتب الأمريكي مارك توين بمناسبة الذكرى 176 لمولده.

## ديسمبر
- 12 ديسمبر 2011، جوجل استبدلت شعارها بخربشة لعالم الحواسيب روبرت نويس بمناسبة الذكرى 84 لمولده.[14]